# Ґлудна
Ґлудна (пол. Głudna) — село в Польщі, у гміні Блендув Груєцького повіту Мазовецького воєводства.
Населення — 234 особи (2011).

## Історія
Розташоване неподалік містечка Динова. 
Як село Дубне біля Лежайська, Боднарівка - біля Стрижева, так і Глудно зберегло чистий український характер. Хоч навколо самі польські села, що, мов хвилі моря, вдаряли об цей український острівець, Глудно не тільки витримало натиск польонізації, але й в 1920-1939 рр. було одним з національно найсвідоміших сіл Посяння. В ньому розквітала й розвивалася культурно-освітня праця, людність непохитно боролася за свої національні права і високо тримала український національний прапор тут, на західних окраїнах України.
У 1975-1998 роках село належало до Радомського воєводства.

## Видатні вихідці
Олекса Конопадський ("Островерх", "Тополя") (1920, с. Глудно, Лемківщина — 18.08.1948, Самбірщина) — чотовий УПА, командир охоронного відділу КВ.

## Демографія
Демографічна структура станом на 31 березня 2011 року:
|          | Загалом | Допрацездатний вік | Працездатний вік | Постпрацездатний вік |
| -------- | ------- | ------------------ | ---------------- | -------------------- |
| Чоловіки | 115     | 23                 | 78               | 14                   |
| Жінки    | 119     | 17                 | 70               | 32                   |
| Разом    | 234     | 40                 | 148              | 46                   |